# Mestský štadión Žiar nad Hronom
Het Mestský štadión Žiar nad Hronom is een multifunctioneel stadion in Žiar nad Hronom, een plaats in Slowakije. 
De bouw van het stadion begon rond 1956-57. In die tijd werd het stadion ook voor het eerst gebruikt. 
In 2016 werd het stadion grondig gerenoveerd, waarbij onder andere de capaciteit werd gereduceerd van ongeveer 12.000 tot 2.309. Om dit project te bekostigen gaf de Slowaakse regering €750.000 uit. Ook sponsors en de gemeente sprongen bij. In 2019 werd er, na de promotie naar de Fortuna Liga, veldverwarming neergelegd.
Het wordt met name gebruikt voor de thuiswedstrijden van voetbalclub FK Pohronie. In 1990 en 1999 werd hier de finale van de Slowaakse Beker gespeeld, Slovenský Pohár. In 1990 ging de finale tussen Inter Bratislava en MŠK Žilina en eindigde die wedstrijd in 6–0. In 1999 ging die finale tussen Slovan Bratislava en Dukla Banská Bystrica werd het 3–0. Het stadion wordt ook gebruikt voor wedstrijden op het Europees kampioenschap voetbal mannen onder 19 van 2022. Er staan drie groepswedstrijden gepland.